# 2542 Calpurnia
Calpurnia (asteróide 2542) é um asteróide da cintura principal com um diâmetro de 27,61 quilómetros, a 2,9038151 UA. Possui uma excentricidade de 0,0728849 e um período orbital de 2 024,63 dias (5,55 anos).
Calpurnia tem uma velocidade orbital média de 16,82965053 km/s e uma inclinação de 4,63093º.
Este asteróide foi descoberto em 11 de Fevereiro de 1980 por Edward Bowell.